# Chrášťovice
Chrášťovice är en ort i Tjeckien.   Den ligger i regionen Södra Böhmen, i den centrala delen av landet, 90 km söder om huvudstaden Prag. Chrášťovice ligger 521 meter över havet och antalet invånare är 251.
Terrängen runt Chrášťovice är huvudsakligen platt. Chrášťovice ligger uppe på en höjd. Runt Chrášťovice är det ganska tätbefolkat, med 207 invånare per kvadratkilometer. Närmaste större samhälle är Písek, 18,3 km öster om Chrášťovice. Trakten runt Chrášťovice består till största delen av jordbruksmark.